# Пьянополи
Пьянополи (итал. Pianopoli) — коммуна в Италии, располагается в регионе Калабрия, подчиняется административному центру Катандзаро.
Население составляет 2315 человек, плотность населения составляет 96 чел./км². Занимает площадь 24 км². Почтовый индекс — 88040. Телефонный код — 0968.
Покровительницей коммуны почитается Пресвятая Богородица (Maria Santissima Addolorata), празднование в последнее воскресение октября.